# 日齢
日齢（にちれい）は、出生日を日齢0として、出生からの経過時間を日にち単位で表現した値のことである。例えば、「日齢28未満」の赤子は「新生児」と呼ばれる。ハフポストには「年齢」ではなく、「日齢」を基準に自身のライフスパンのことを考え直すという記事があり、「人生80年」のことを日齢で「人生30000日」と表現している。「日齢」は動物の歳を指す際に使われることもあり、パンダの赤ちゃんや小鳥の歳を表す際などもに用いられている。